# Pius Njawé
Pius Njawé (4 tháng 3 năm 1957 – 12 năm 7 năm 2010) là nhà báo người Cameroon và là giám đốc nhật báo Le Messager cũng như tờ Le Messager Populi. Ông nổi tiếng là một trong những người đấu tranh mạnh mẽ nhất cho tự do báo chí ở châu Phi, bắt đầu bằng việc thiết lập tờ Le Messager năm 1979.

## Sự nghiệp ban đầu
Ở tuổi 19, ông đã giúp tiết lộ tin về việc phát hiện ra dầu mỏ ở Cameroon. Việc này khiến ông bị bắt lần đầu tiên. Vài năm sau ông cho biết ông đã bị tra tấn vì đã viết bài về các kết quả nghèo nàn của các sinh viên ở Douala nơi ông sinh sống. Ông đã bị bắt và cầm tù 126 lần trong 30 năm chót của đời ông.

## Njawé và tờ báoLe Messager
Tờ báo này trở nên nổi tiếng vì các bài chỉ trích tổng thống Paul Biya. Năm 1990 ông cho đăng một lá "thư ngỏ" gửi tổng thống Paul Biya, khiến cho ông lại bị bắt. Năm 1998 ông bị xử phạt 2 năm tù vì tờ báo này in một bài về sức khỏe của tổng thống Paul Biya, được cho là bị bệnh tim. Sau đó, án này được giảm xuống, vì áp lực của các tổ chức nhân quyền, ông được thả ra sau gần một năm ở tù. Trong thời gian này vợ ông đã bị sẩy thai, được cho là do việc đối xử của các người canh gác nhà tù. Vợ của Njawé – bà Jane – đã chết trong một tai nạn xe hơi ở Cameroon trong tháng 9 năm 2002.

## Giải thưởng
- Giải Tự do Báo chí Quốc tế (1991)
- Giải Bút vàng Tự do (1993)

## Từ trần
Ngày 12.7.2010, Njawé bị chết trong một tai nạn xe hơi ở Chesapeake, Virginia, Hoa Kỳ khi ông tới dự cuộc họp các lực lượng đối lập Cameroon ở đây.